# 身体的インテグリティ
身体的インテグリティ（英: bodily integrity、英: bodily autonomy、中: 身體完整性、日: 身体完全性、日: 身体自主権）とは、自らの肉体に対する不可侵性であり、個人の自主権と自分の体に対する自己決定の重要性を強調する。人権の分野では、他人の身体的完全性の侵害は、非倫理的であり、強制的で、場合によっては犯罪的な行為と見なされる。

## 用語
- 「インテグリティ」と「オートノミー」は、共に日本語に一言で翻訳しにくい概念（しても意味が正しく伝わるかの見解は困難）ではあるが、ここではとりあえず仮に、以下、「身体的完全性」とする。
- 医療（看護）界一般において、オートノミーは しばしば「自律性」と誤訳され誤解されている（患者の自律性を～） - その誤訳はここにおいても完全に意味が異なってくる誤訳・誤用なので注意が必要となる。

## 概要
学説的には、「毛髪、鬚、眉、爪の切除など、生理機能を侵害することなく外貌に変化をもたらす場合も傷害であるとする〈身体の完全性侵害説〉も有力である」という。

### 健康・医療の文脈
医療等における実験や、拘束、そういった関連での人の権利（特に身体に関する）という分野での使用。

### 女性の権利の文脈
これはMartha Nussbaumの10の主要権能の1つである（ 潜在能力アプローチ参照）。ここでは、身体的な完全性を「自由に場所から場所へと移動できること、性的暴行を含む暴力的な暴行に対して安全であること...性的満足のための機会と生殖の問題での選択の機会を持つこと」と定義している。

## 政府と法律

### アイルランド
アイルランド共和国では、身体的完全性は、アイルランド憲法第40条に含まれる「 個人の権利 」の一般的な保証によって保護されている、列挙されていない権利として裁判所によって認められている。ライアン裁判では、「あなたには、身体や人格を侵害されないようにする権利があります。これは政府は命や健康をむやみに損ねることはしない、ということを含みし、あなたが収監されている間、あなたの健康を危険にさらされないようにする権利があるのです」。

別のケースでは、M（移民 - 出産の権利） - 正義と平等のための大臣は、アイルランド最高裁判所は、身体的完全性に対する権利は未だ出生者にも及ぶと判決を下した。第5.19条の訴訟の要約で、最高裁は次のように述べている。
 「…保護と擁護の権利を惹きつけるのは、憲法としての未だ生まれていない子供の唯一の権利、すなわち第40条第3項第3条の改正によって保証されている権利、すなわち生命の権利、つまり生まれてくる権利だけである。そして、おそらく（そしてこれは将来の決定のための問題である）生命そのものの権利に内在し、不可分のものである身体的完全性の権利のような継承された権利」。

### アメリカ
合衆国憲法には、自分の身体に対する権利、または国家が身体に対して行動できる具体的な範囲に関する具体的な規定は含まれていない。しかし、米国最高裁判所は、プライバシーの権利を支持してきた。これは判例で、しばしば身体の完全性の権利を保護するものとなってきた。グリスウォルド裁判（1965、コネチカット州）の裁判所は、配偶者の同意なしに避妊を行う（したがって、生殖自主権を維持する）女性の権利を支持した。同様に、中絶を受ける際の女性のプライバシーの権利は、「ロー対ウェイド（「Roe v. Wade」）」判決によって保護された。ロー対ウェイド事件 （1973）、McFall対Shimp裁判 （1978）では、ペンシルベニア州裁判所は、たとえそれが他の人の命を救うであろうとしても、人は骨髄移植ドナーとなる事を強制されることはできないと判決をくだした。
逆に、最高裁判所は、政府機関が身体完全性を侵害する権利も保護しています。例としては、薬物の使用を禁止する法律、安楽死を禁止する法律、シートベルトとヘルメットの使用を必要とする法律、囚人の捜索、強制血液検査などがあげられる。

### カナダ
一般的に、カナダの権利と自由に関する憲章は個人の自由を妨害されない権利を守っている。しかし、特定の独特な状況下では、政府は、人の命を守るために身体的完全性に対する権利を一時的に無効にする権限を有する。このような行為は、メンタルヘルスにおける特殊な状況（例としては、強制摂食で死亡者の摂食障害の拒食症、または一時的な治療を抗精神病薬を使った精神病性障害のある人）などに適用される。

## 人権
2つの主要な国際人権文書がこれらの権利を保護している： 世界人権宣言と公民権に関する国際規約がその中心となる。さらに障害者権利条約は当事者の身体的、精神的インテグリティの保護を加盟国に求めている。
コロンビアロースクールによって資金提供された人権と憲法上の権利プロジェクトは、政府による潜在的な身体的誠実性の濫用の4つの主要な分野を定義しました。これらは以下のとおりです：生命の権利、奴隷制度および強制労働、人の安全、拷問および非人道的態度、残酷または品位を傷つける取扱いまたは処罰。

## 女性の権利
身体的完全性は（ 能力的アプローチによると）すべての人間に与えられているが、女性はジェンダーに基づく暴力に違反してより多くの場合影響を受ける。これらには、性的暴行、望まない妊娠、家庭内虐待、および避妊へのアクセス制限が含まれる。これらの原則は、人権としての女性の権利に関するCCL Working Conference on Women's Rights as Human Rightsで扱われた。会議はすべての女性にふさわしい権利として身体完全性を次のように定義した：「身体完全性は女性を統一し、それが女性に適用されないと言うことができる女性は誰もいない」。
会議の参加者は他にも、女性に保証されるべき権利として以下を挙げた：
- 移動の自由
- 人の安全
- 生殖および性的権利
- 女性の健康
- 女性の孤立を破る
- 教育
- ネットワーキング[17]

## 子どもの権利

### アメリカ
身体完全性に対する子どもの権利についての議論は近年高まっている。ジェリーサンダスキー裁判が広く知られるようになって、親は性的暴力、人身売買および児童買春の犠牲者であることに対する子どもの脆弱性をから守る方法として、子どもの身体的完全性に対する意識を高めることをますます奨励されている。
子供の身体的完全性を高める方法は以下のとおりである。
- 抱擁/キスをする時期を子供に選択させる
- 子供たちに境界についてのコミュニケーションを促す
- 代替アクションを提案する（例： ハイファイブ、ハンドシェイクなど）

## 医学
市民的および政治的権利に関する国際規約には次のように述べられている。具体的には、誰もが「医療や科学実験を彼の自由な同意なしに受けることはない。

## 性器の完全性
性器の改造や切断に反対する活動家は、自分自身を無活動主義者  または性器保全活動家 （ "無傷"と "活動家"のportmanteau）と定義し、性器を無傷のままにしておくため、国際的に子供の性器切除および強制的な割礼を禁止する。さまざまな組織がその目的のために特別に設立された 他の組織は運動に対する彼らの支持を述べました。非活動家たちは自分自身をLGBTの社会運動であると考えており、2006年以来LGBTのプライドパレードに参加してきた。北アメリカでは、生殖器完全性運動は主に、男性の乳児と子供の割礼と、それほどではないが普及している程度のインターセックス手術に焦点を当てています。不活動家は身体の完全性も促進し、彼らの主な関心事が性器切除からの子供の権利の確保であることから、成人が同意を得て手術を受けても殆どまたは全く問題ない。